# Araneus anaspastus
Araneus anaspastus este o specie de păianjeni din genul Araneus, familia Araneidae. A fost descrisă pentru prima dată de Tord Tamerlan Teodor Thorell în anul 1892.
Este endemică în Singapore. Conform Catalogue of Life specia Araneus anaspastus nu are subspecii cunoscute.